# Kevin Minter
Kevin Christopher Minter (Suwanee, 3 dicembre 1990) è un giocatore di football americano statunitense che gioca nel ruolo di linebacker per i Tampa Bay Buccaneers della National Football League (NFL). Fu scelto nel corso del secondo giro (45º assoluto) del Draft NFL 2013 dagli Arizona Cardinals. Al college ha giocato a football all’Università della Louisiana.

## Carriera

### Arizona Cardinals
Minter fu scelto nel corso del secondo giro del Draft 2013 dagli Arizona Cardinals. Debuttò come professionista nella settimana 1 contro i St. Louis Rams. La sua stagione da rookie si concluse con 4 tackle in 13 presenze, nessuna delle quali come titolare. Trovò maggior spazio nella successiva disputando tutte le 16 gare, di cui 5 come titolare, con 44 tackle e un sack nella settimana 12 su Russell Wilson dei Seattle Seahawks.

### Cincinnati Bengals
Il 18 marzo 2017, Minter firmò un contratto di un anno con i Cincinnati Bengals.

### New York Jets
Il 9 aprile 2018, Minter firmò con i New York Jets. Fu svincolato il 31 agosto 2018.

### Tampa Bay Buccaneers
Il 23 ottobre 2018, Minter firmò con i Tampa Bay Buccaneers. Il 7 febbraio 2021 scese in campo nel Super Bowl LV contro i Kansas City Chiefs campioni in carica nella vittoria per 31-9, conquistando il suo primo titolo.
Nel marzo del 2021 Minter firmò con i Buccaneers un nuovo contratto di un anno.

## Palmarès
- Super Bowl : 1

Tampa Bay Buccaneers: LV
- National Football Conference Championship: 1

Tampa Bay Buccaneers: 2020